# Монастир на мисі Тешклі-Бурун
Монастир на краю мису Тешклі-бурун (також Монастир на мисі Тешклі-бурун) — умовна назва комплексу підземних і залишків надземних споруд XIV–XV століття на краю мису Тешклі-бурун Мангупа. Монастир, як частина архітектурного ансамблю цитаделі міста, до якого, крім печер, входили й наземні споруди, ймовірно, почав формуватися в другій половині XIV століття, розквіт обителі історики відносять до 1420-их — 1470-их і припинення існування після 1475 року. Умовно підрозділяється на комплекси Барабан-коба, «Гарнізонну» церкву, церква на краю мису Тешклі-бурун і два, що не мають усталених назв печерних комплексу, що позначаються в Мангупській експедиції як № 2 і № 3. У деяких приміщеннях археологи вбачають сліди ранньовізантійських (VI—VII століття) печерних споруд, які служили пунктами контролю колісної дороги до головних воріт Демір-Капу в балці Капу-дере.

### Барабан-коба
Барабан-коба — назва двоярусного печерного комплексу XIV—XVIII століття на мисі Тешклі-бурун, що входив у середньовічний печерний монастир. Найвідоміші та найпопулярніші печери Мангупа. Є залишками великого і складного комплексу печерних споруд, спочатку — оборонного призначення. Назва виникла серед туристів через звуки, схожі на барабанні, при стукоті по стовпу-колоні в найбільшій печері комплексу; також відома тим, що дала назву самому мису Тешклі-бурун — Дірявий мис, через наскрізний отвір, що утворився в печері верхнього ярусу в результаті обвалення занадто тонких зовнішніх стін.

### «Гарнізонна» церква
Печерна церква не встановленої посвяти, за якою закріпилася назва «Гарнізонна», розташована біля південно-східного урвища поблизу краю мису Тешклі-бурун. Однонефний храм із прямокутним нефом розмірами 3 м на 6,75 м та напівкруглою апсидою, що виходить на схід, на край урвища. У приміщення з поверхні із заходу ведуть зламані під тупим кутом сходи. Стіни нефа, з ретельно обробленою поверхнею, збереглися на висоту до 3 м, апсиди — на 1,2 м. У передвівтарній частині південної стіни прорубано два двері: ліва, якщо дивитися від входу, що виводить у приміщення неправильної форми, що служило, швидше за все, Різниця храму, і права, в приміщення на південь від церкви з дверима і вікном, що виходять на урвище над дорогою, спочатку — оборонний каземат. Роберт Лепер припустив, що галерея дозволяла обходити апсиду зовні.
Вважається, що храм був розкопаний 1912 року експедицією Херсонеського музею, під керівництвом Роберта Лепера, але Н. Дніпровський, аналізуючи матеріали археолога-аматора Дмитрія Струкова, робить висновок, що останній ще 1868 року розчистив, описав і замалював цей же храм, допустивши при публікації ряд істотних неточностей, які перешкодили своєчасне введення пам'ятника в науковий обіг.
Передбачається, що спочатку це була повністю підземна споруда — у верхній частині південної стіни збереглися виступи — залишки скельного перекриття, але згодом (можливо, при одному із землетрусів) тонка кам'яна стеля впала і була побудована дерев'яна покрівля, від якої збереглися виїмки в скелі під балки, була перероблена в господарський підвал збудованої над нею турками у XVI столітті будівлі. Після захоплення Мангупа турками 1475 року приміщення церкви було перетворено на господарський підвал під новозбудованою над нею садибою з каміном у південно-західному кутку. Назва «гарнізонна» присвоєно церкви археологами через її сусідство з оборонними казематами, які могли використовуватися для обстрілу під'їзної дороги, що проходить під нею, до головних міських воріт.

### Печерний комплекс №2
Печерний комплекс № 2 — розташований на південь від Барабан-коби, біля східного обриву мису Тешклі-Бурун, включає 2 підземні приміщення не встановленого призначення. Вхід у південно-західний кут сходами з 15 ступенів приводить у досить велике (розміри 3,80 м на 5,40 м і висотою 2,90 м) чотирикутне приміщення. Відразу біля сходів, у західній стіні, знаходиться дверний отвір, зі слідами дерев'яної дверної коробки, що веде до приміщення розміром 1,85 на 1,80 м, у протилежній стіні якого влаштована невисока ніша-лежанка. Уздовж західної стіни основного приміщення вирубано невелику гробницю розміром 2,50 на 0,80 м, глибиною 0,80 м, спочатку перекриту кам'яними плитами. У східній стіні головного приміщення (її частина обрушилася разом зі стелею) раніше були двері на невеликий вирубаний у скелі майданчик шириною до 1,50 м.

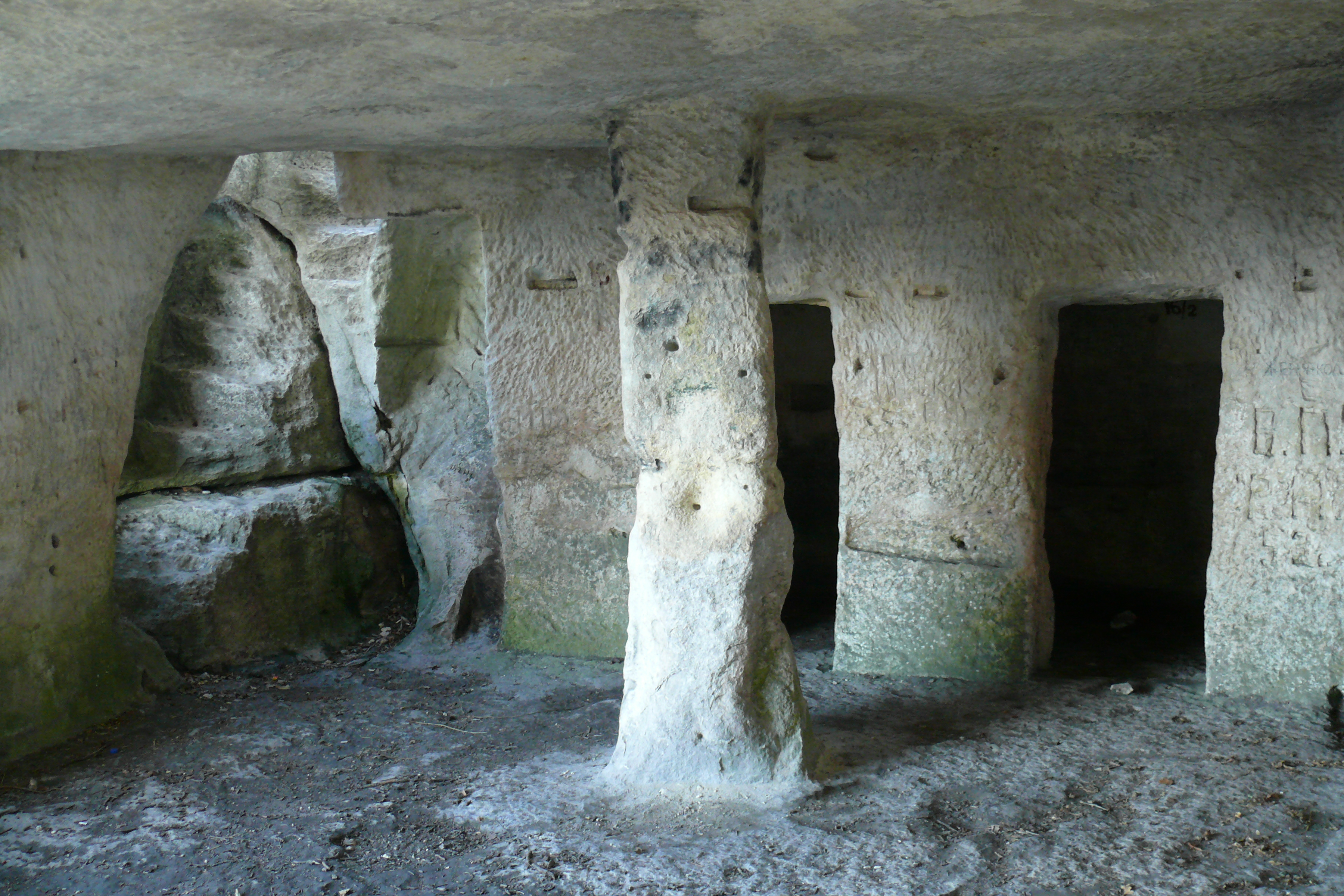
Барабан-Коба
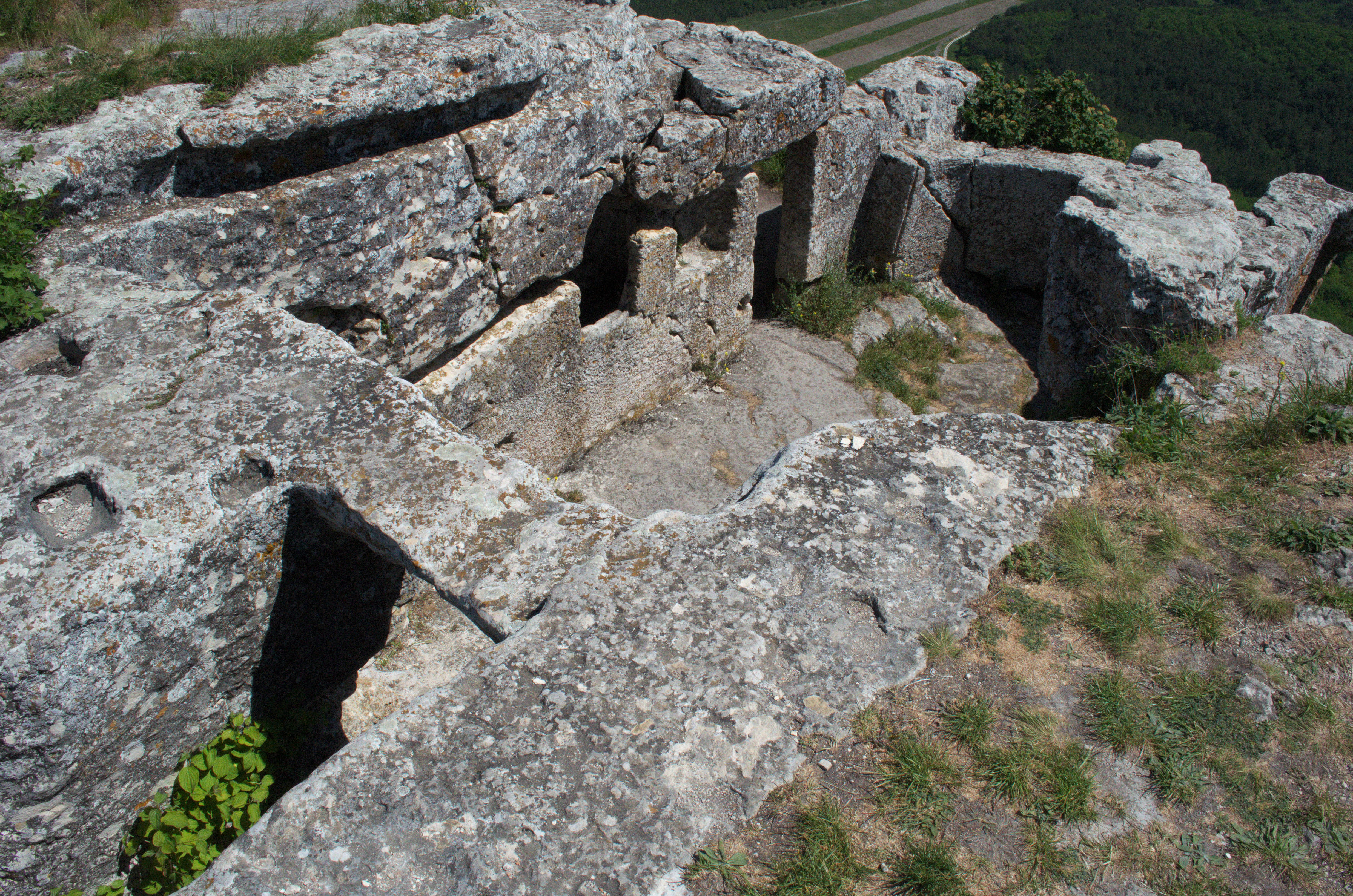
Гарнізонна церква
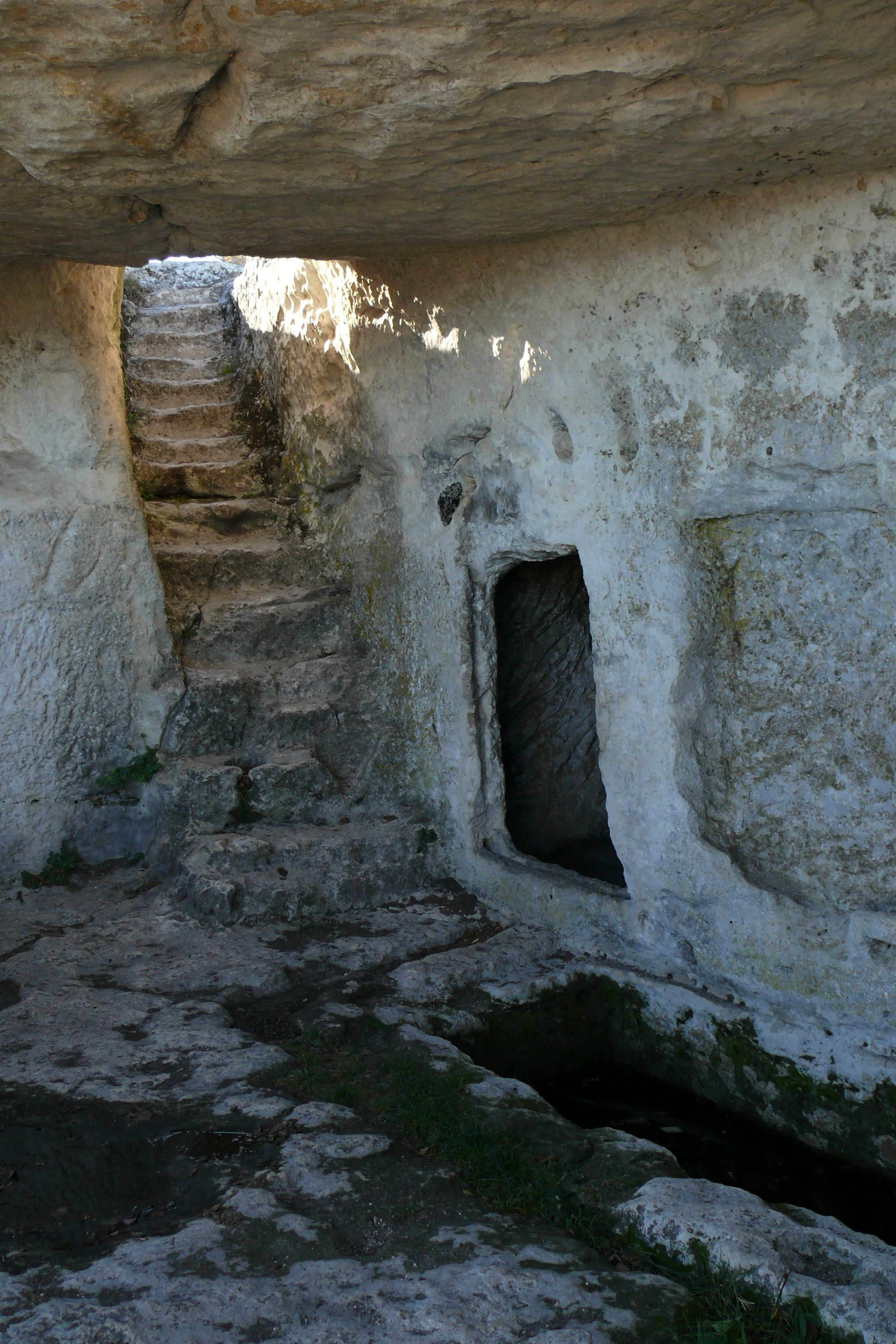
Печерний комплекс №2
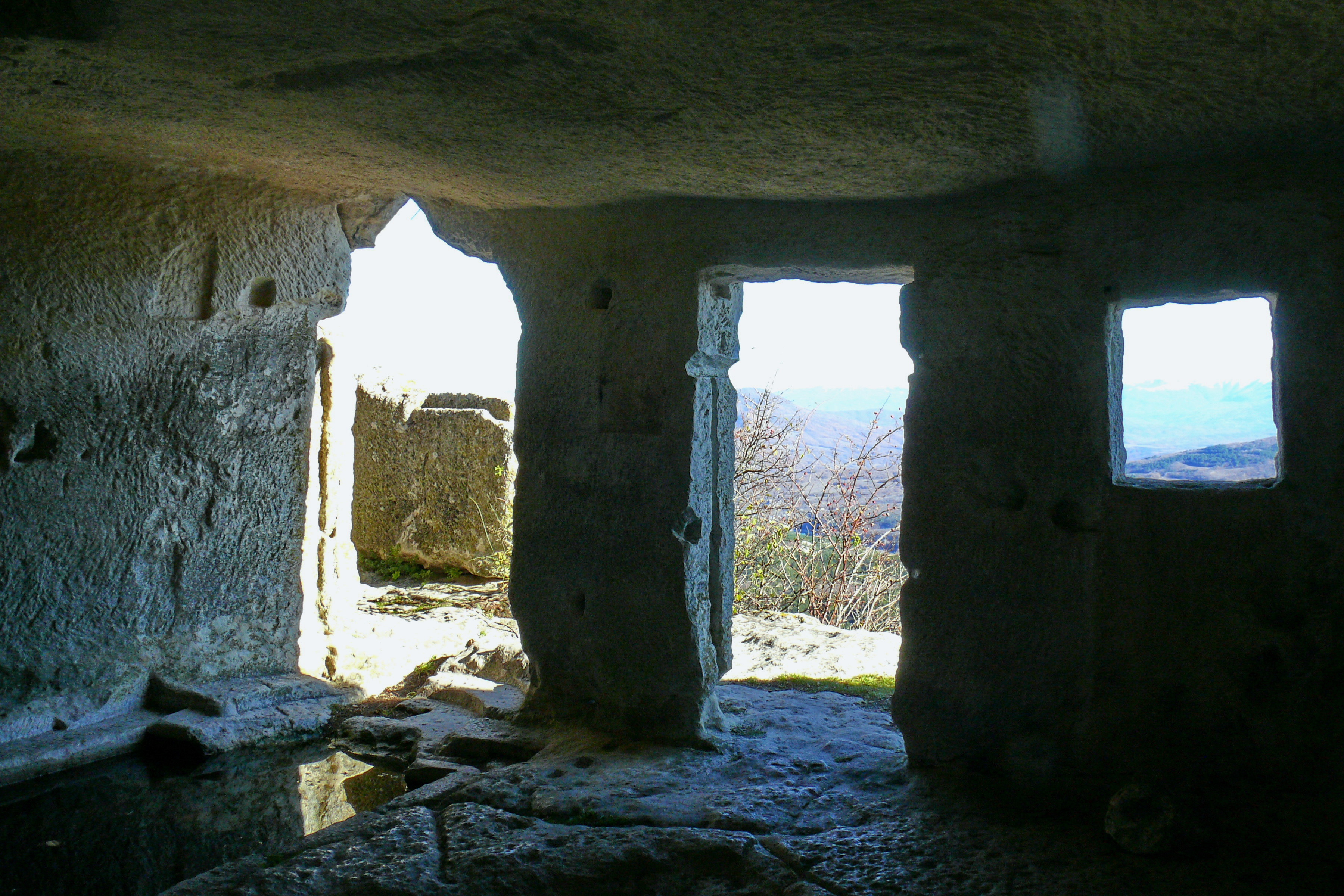
Печерний комплекс №3
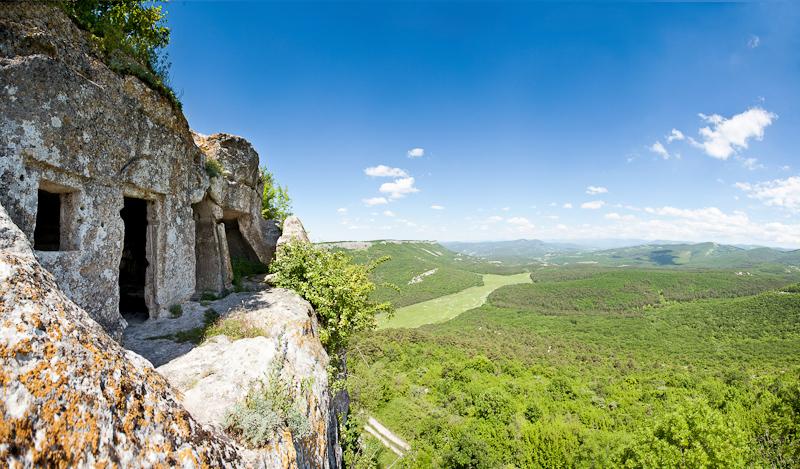
Печерний комплекс №3, вид ззовні

### Печерний комплекс №3
Печерний комплекс № 3 знаходиться на південь від комплексу № 2, також біля східного обриву; раніше в нього вели сходи з плато, нині зруйнована. Зараз вхід веде через майданчик над обривом перед комплексом № 2. Складається з 3 приміщень, умовно званих Північне, центральне і південне. Північна печера, розміром 3,50 на 3,20 на 2,30 м, має неправильну форму, з нього пророблений вихід на схід, у бік обриву, на всю ширину залу. Мається велика ніша, вирубана в північно-західній стіні, в південній стіні-вікно в сусідню печеру. Друге, центральне приміщення, розмірами 9,0 м на 5,0 м, 2,6 м заввишки, відрізняється тим, що західна стіна значно довше Східної. Два входи ведуть в печеру зі сходу, при цьому в Південному проході збереглися сліди дерев'яної дверної коробки й, біля неї, вікно назовні; інше вікно приміщення — в першу печеру. У західній стіні влаштовані дві великі ніші, одна з яких, великих розмірів, розташована на значній висоті. У східній частині південної стіни — двері в третю печеру. Стеля печери має ряд тріщин, підлога гладка. У підлозі, в північно-східній частині — залишки напіввирубної, дуже невеликої каплиці, довжиною 7,1 м і шириною 3,7 м (кам'яна кладка стін не збереглася), підлога якої нижче підлоги печери на 0,5 м, а вівтар підноситься над підлогою каплиці на 0,4 м третя печера цього комплексу найпівденніша, має неправильну форму з виступаючим всередину південно-східному кутові, розмірами 4,9 м в довжину, 4,5 м в ширину і висотою 2,3 м вона не відрізняється за характером вироблення від інших. У східній стіні прорубаний великий отвір-амбразура, що виходить на самий обрив скелі, уздовж стін південної частини печери в масиві скелі вирубані гнізда під піфос.
Церква на краю мису штучна печера неправильно-овальної форми на гострому тригранному краю Тешклі-буруна, розмірами 4,9 на 3,3, заввишки 2,10 м. Вівтар (аркова ніша з шириною основи 1,2 м, заввишки 0,9 м і глибиною 0,28 м) розташовувався у північно-східній стіні, вздовж південно-західної, на стінах якої подряпано безліч хрестів, вирубано скельну лаву. Вхід до церкви прямокутної форми (1,58 м на 0,74 м), розташований на 4,40 м вище скельної полиці, шириною близько 1,5 м, доступ на яку можливий і з під'їзної дороги біля краю мису і раніше був перекритий дерев'яною. перегородкою та хвірткою. Натомість дослідники Андрій Виноградов, Микита Гайдуков і Михайло Жовтов дану печерну споруду храмом вважають.